# Estado fallido

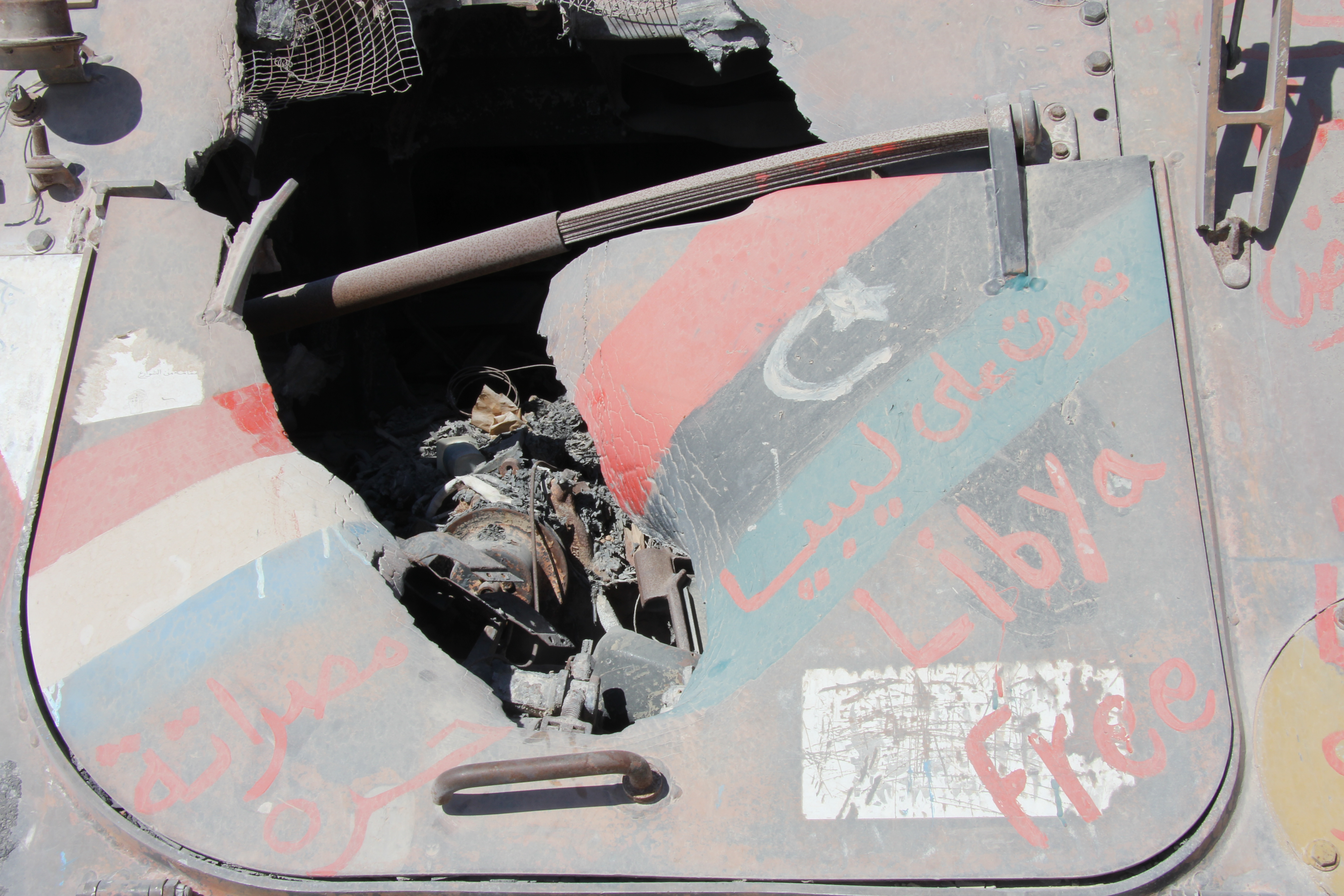
Tanque de una milicia rebelde de Libia después de la primera guerra civil que azotó al país. Después de la caída de Muamar el Gadafi, Libia cayó sumida en el caos y la crisis política, económica y social, llevándola a adentrarse en una segunda guerra civil; es el mejor ejemplo de Estado fallido de los años 2010.

El término Estado fallido es empleado por expertos, políticos, periodistas y comentaristas políticos para describir un Estado soberano que, se considera, ha fallado en: garantizar el funcionamiento normal de la administración general, estabilizar la economía, garantizar el acceso a servicios básicos a su población y controlar la criminalidad y/o terrorismo entre otros. Se mide el fracaso de un estado con los siguientes parámetros:
- Corrupción política e ineficacia policial y judicial.[1]
- Altos niveles de criminalidad, delincuencia organizada, e inseguridad ciudadana.
- Altos niveles de terrorismo y narcotráfico.
- Incapacidad de las fuerzas y cuerpos de seguridad para responder a los dos puntos anteriores.
- Altos niveles de informalidad, pobreza y pobreza extrema.
- Crisis económicas, inflación y desempleo.
- Incapacidad para suministrar servicios básicos a su población.
- Sobrepoblación y contaminación.
- Bajos porcentajes de personas con educación superior.
- Gran parte de la población viviendo en asentamientos irregulares.
- Fuga de talento (emigración altamente cualificada).
- Gran parte de la población con educación primaria o secundaria incompleta.
- Pérdida de control físico del territorio, o del monopolio en el uso legítimo de la fuerza.
- Incapacidad para responder a emergencias nacionales.
- Vulnerabilidad frente a desastres naturales.
- Incapacidad para interactuar con otros Estados, como miembro pleno de la comunidad internacional.

El grado de control gubernamental que se necesita, para que un Estado no se considere como fallido, presenta fuertes variaciones. Más notable aún, el concepto mismo de Estado fallido es controvertido, sobre todo cuando se emplea mediante un argumento de autoridad, y puede tener notables repercusiones geopolíticas.
En un sentido amplio, el término se usa para describir un Estado que se ha hecho ineficaz, teniendo solamente un control nominal sobre su territorio, en el sentido de tener grupos armados (e incluso desarmados) desafiando directamente la autoridad del Estado, una burocracia insostenible e interferencia militar en la política.

## Definición

El Gobierno Federal de Somalia, reconocido por la comunidad internacional, actualmente sólo controla las áreas en rojo. Nótese el Estado autoproclamado de Somalilandia en amarillo.

El gobierno de Yemen, reconocido por la comunidad internacional, actualmente sólo controla las áreas en rojo. Nótese los rebeldes hutíes en verde que en 2014 ocuparon la capital Saná.

Algunos autores consideran que no hay una definición clara, aceptada académicamente de manera universal, para denominar a un Estado como fallido. Sin embargo, los criterios empleados para tal consideración pueden resumirse en la falta de una autoridad unificada, reconocida y más o menos legal sobre un territorio determinado.
Se puede decir que un Estado tiene «éxito» si, en los términos de Max Weber, mantiene el monopolio del uso legítimo de la fuerza dentro de sus fronteras. Cuando no se da esta condición (por ejemplo cuando dominan el panorama los señores de la guerra, los grupos paramilitares o se presentan situaciones sistemáticas de terrorismo), la existencia misma del Estado resulta dudosa, y suele considerárselo como fallido. 
Existen serias dificultades a la hora de determinar cuándo un gobierno es fallido, pues no existe por ejemplo, unanimidad sobre lo que sea el «monopolio del uso legítimo de la fuerza», comenzando por las complejas cuestiones subyacentes a la definición de «legítimo». 
Sin embargo, algunos analistas de renombre, consideran que el concepto no tiene «una definición coherente», por tanto es manipulable tanto política como metodológicamente, y que presenta graves defectos, aparte de que no permite realizar efectivos aportes de conocimiento, presentándolo por ende como un «concepto fallido».

## Índice de Estados fallidos
El centro de estudio estadounidense Fund for Peace (Fondo por la Paz) emite anualmente el Índice de Estados Fallidos (Failed States Index), que publica la revista Foreign Policy. Clasifica a los países basándose en doce factores, como la presión demográfica creciente, movimientos masivos de refugiados y desplazados internos; descontento grupal y búsqueda de venganza; huida crónica y constante de población; desarrollo desigual entre grupos; crisis económica aguda o grave; criminalización y deslegitimación del Estado; deterioro progresivo de los servicios públicos; violación extendida de los Derechos Humanos; aparato de seguridad que supone un «Estado dentro del Estado»; ascenso de élites faccionalizadas e intervención de otros Estados o factores externos.

### 2024
179 Estados fueron incluidos en la lista. Los peores 20 y su clasificación se nombran abajo. Los cambios en el ranking desde 2023 se indican entre paréntesis.
| En alerta máxima 1. Somalia (0) En gran alerta 2. Sudán (-5) 3. Sudán del Sur (0) 4. Siria (+1) 5. República Democrática del Congo (-1) 6. Yemen (+4) 7. Afganistán (-1) 8. República Centroafricana (0) 9. Haití (-1) 10. Chad (+1) | 11. Birmania (+1) En alerta 12. Etiopía (-2) 13. Palestina (-21) 14. Mali (+1) 15. Nigeria (0) 16. Libia (-1) 17. Guinea (+2) 18. Zimbabue (+2) 19. Níger (-5) 20. Camerún (-1) |

### 2023
179 Estados fueron incluidos en la lista. Los peores 20 y su clasificación se nombran abajo. Los cambios en el ranking desde 2022 se indican entre paréntesis.
| En alerta máxima 1. Somalia (-1) En gran alerta 2. Yemen (+1) 3. Sudán del Sur (-1) 4. República Democrática del Congo (-2) 5. Siria (+2) 6. Afganistán (-2) 7. Sudán (0) 8. República Centroafricana (+3) 9. Chad (0) 10. Haití (-1) | 11. Etiopía (-2) · 12. Birmania (+2) · En alerta · 13. Mali (-1) · 14. Guinea (+2) · 15. Nigeria (-1) · 16. Zimbabue (+1) · 17. Libia (-4) · 18. Ucrania (-74) · 19. Eritrea (+1) · 20. Burundi (+1) · |

### 2022
179 Estados fueron incluidos en la lista. Los peores 20 y su clasificación se nombran abajo. Los cambios en el ranking desde 2021 se indican entre paréntesis.
| En alerta máxima 1. Yemen (0) 2. Somalia (0) En gran alerta 3. Siria (0) 4. Sudán del Sur (0) 5. República Centroafricana (-1) 6. República Democrática del Congo (+1) 7. Sudán (-1) 8. Afganistán (-1) 9. Chad (+2) 10. Birmania (-13) | En alerta 11. Haití (-2) 12. Guinea (-2) 13. Etiopía (+2) 14. Mali (-5) 15. Zimbabue (+5) 16. Nigeria (+4) 17. Camerún (-2) 18. Eritrea (-1) 19. Burundi (-3) 20. Níger (-1) |

### 2021
179 Estados fueron incluidos en la lista. Los peores 20 y su clasificación se nombran abajo. Los cambios en el ranking desde 2020 se indican entre paréntesis.
| En alerta máxima 1. Yemen (0) 2. Somalia (0) 3. Siria (-1) En gran alerta 4. Sudán del Sur (+1) 5. República Democrática del Congo (0) 6. República Centroafricana (0) 7. Chad (0) 8. Sudán (0) 9. Afganistán (0) | En alerta 10. Zimbabue (0) 11. Etiopía (-10) 12. Nigeria (-2) 13. Haití (0) 14. Guinea (-1) 15. Camerún (+4) 16. Burundi (+4) 17. Eritrea (-1) 18. Libia (-2) 19. Mali (+3) 20. Irak (+3) |

### 2020
178 Estados fueron incluidos en la lista. Los peores 20 y su clasificación se nombran abajo. Los cambios en el ranking desde 2019 se indican entre paréntesis.
| En alerta máxima 1. Yemen (0) 2. Somalia (0) 3. Sudán del Sur (0) 4. Siria (0) En gran alerta 5. República Democrática del Congo (0) 6. República Centroafricana (0) 7. Chad (0) 8. Sudán (0) 9. Afganistán (0) | En alerta 10. Zimbabue (0) 11. Camerún (-5) 12. Burundi (-3) 13. Haití (+1) 14. Nigeria (0) 15. Guinea (+4) 16. Mali (-5) 17. Irak (+4) 18. Eritrea (+1) 19. Níger (+1) 20. Libia (-8) |

### 2019
178 Estados fueron incluidos en la lista. Los peores 9 y su clasificación se nombran abajo. Los cambios en el ranking desde 2018 se indican entre paréntesis.
| En alerta máxima 1. Yemen (-2) 2. Somalia (0) 3. Sudán del Sur (+2) 4. Siria (0) 5. República Democrática del Congo (-1) En gran alerta 6. República Centroafricana (+1) 7. Chad (0) 8. Sudán (-1) 9. Afganistán (0) | En alerta 10. Zimbabue (0) 11. Guinea (+2) 12. Haití (0) 13. Irak (-2) 14. Nigeria (0) 15. Burundi (+2) 16. Camerún (+7) 17. Eritrea (+2) 18. Níger (+3) 19. Guinea-Bisáu (-3) 20. Uganda (+4) |

### 2018
178 Estados fueron incluidos en la lista. Los peores 20 se nombran abajo. Los cambios en el ranking desde 2017 se indican entre paréntesis.
| 1. Sudán del Sur (0) 2. Somalia (0) 3. Yemen (-1) 4. Siria (-1) 5. República Centroafricana (+2) 6. República Democrática del Congo (-1) 7. Sudán (+2) 8. Chad (0) 9. Afganistán (0) 10. Zimbabue (-3) | 11. Irak (+1) 12. Haití (+2) 13. Guinea (+1) 14. Nigeria (+1) 15. Etiopía (0) 16. Guinea-Bisáu (0) 17. Kenia (-5) 17. Burundi (0) 19. Eritrea (0) 20. Pakistán (+3) |

### 2017
178 Estados fueron incluidos en la lista. Los peores 20 se nombran abajo. Los cambios en el ranking desde 2016 se indican entre paréntesis.
| 1. Sudán del Sur (-1) 2. Somalia (+1) 3. República Centroafricana (0) 4. Yemen (0) 5. Sudán (+1) 5. Siria (-1) 7. República Democrática del Congo (-1) 8. Chad (+1) 9. Afganistán (0) 10. Irak (-1) | 10. Haití (+1) 12. Guinea (0) 13. Nigeria (0) 13. Zimbabue (-3) 15. Etiopía (-9) 16. Guinea-Bisáu (-1) 17. Pakistán (+3) 17. Burundi (+2) 19. Eritrea (+1) 20. Níger (+1) |

### 2016
178 Estados fueron incluidos en la lista; de estos, 8 fueron catalogados como en «alerta muy alta», 8 en «alerta alta», 22 en «alerta», 29 en «peligro alto», 40 en «peligro elevado», 18 en «peligro», 13 en «estable», 14 en «más estable», 10 en «muy estable», 15 en «sustentable» y 1 como «muy sustentable». Los peores 20 se nombran abajo. Los cambios en el ranking desde 2015 se indican entre paréntesis.
| 1. Somalia (-1) 2. Sudán del Sur (+1) 3. República Centroafricana (0) 4. Sudán (0) 4. Yemen (-2) 6. Siria (-2) 7. Chad (+1) 8. República Democrática del Congo (+3) 9. Afganistán (0) 10. Haití (-1) | 11. Irak (-1) 12. Guinea (+2) 13. Nigeria (-1) 14. Pakistán (+1) 15. Burundi (-3) 16. Zimbabue (0) 17. Guinea-Bisáu (0) 18. Eritrea (-6) 19. Níger (0) 20. Kenia (-1) |

### 2015
178 Estados fueron incluidos en la lista; de estos, 4 fueron catalogados como en «alerta muy alta», 12 en «alerta alta», 22 en «alerta», 27 en «peligro alto», 42 en «peligro», 18 en «peligro bajo», 12 como «menos estable» 14 como «estable», 11 como «más estable», 14 como «sustentable» y 1 como «muy sustentable». Los peores 20 se nombran abajo. Los cambios en el ranking desde 2014 se indican entre paréntesis.
| 1. Sudán del Sur (0) 2. Somalia (0) 3. República Centroafricana (0) 4. Sudán (-1) 5. República Democrática del Congo (+1) 6. Chad (0) 7. Yemen (0) 8. Siria (-6) 9. Afganistán (+1) 10. Guinea (-2) | 11. Haití (+2) 12. Irak (-1) 13. Pakistán (+3) 14. Nigeria (-3) 15. Costa de Marfil (+1) 16. Zimbabue (+5) 17. Guinea-Bisáu (+1) 18. Burundi (-3) 19. Níger (-1) 20. Etiopía (+1) |

### 2014
178 Estados fueron incluidos en la lista; de estos, 34 fueron catalogados como «en alerta», 92 «en peligro», 39 como «estable», 13 como «sustentable». Los peores 20 se nombran abajo. Los cambios en el ranking desde 2013 se indican entre paréntesis.
| 1. Sudán del Sur (-3) 2. Somalia (+1) 3. República Centroafricana (-6) 4. República Democrática del Congo (0) 5. Sudán (0) 6. Chad (+1) 7. Yemen (-1) 8. Afganistán (+1) 9. Haití (0) 10. Pakistán (-3) | 11. Zimbabue (+1) 12. Guinea (-2) 13. Irak (0) 14. Costa de Marfil (0) 15. Siria (Nuevo en el ranking) 16. Guinea-Bisáu (+1) 17. Nigeria (0) 18. Kenia (0) 19. Etiopía (-1) 20. Níger (+1) |

### 2013

Estados fallidos acorde al «Índice de Estados Fallidos 2013» de Fund for Peace
En alerta
En peligro
Estable
Sustentable
No hay datos / Territorio dependiente

178 Estados fueron incluidos en la lista; de estos, 35 fueron catalogados como «en alerta», 91 «en peligro», 38 como «estable», 14 como «sustentable». Los peores 20 se nombran abajo. Los cambios en el ranking desde 2012 se indican entre paréntesis.
| 1. Somalia (0) 2. República Democrática del Congo (0) 3. Sudán (0) 4. Sudán del Sur (Nuevo en el ranking) 5. Chad (+1) 6. Yemen (-3) 7. Afganistán (+1) 8. Haití (+1) 9. República Centroafricana (-1) 10. Zimbabue (+5) | 11. Irak (+1) 12. Costa de Marfil (+1) 13. Pakistán (+1) 14. Guinea (+2) 15. Guinea-Bisáu (0) 16. Nigeria (+2) 17. Kenia (+1) 18. Níger (-1) 19. Etiopía (-3) 20. Burundi (+2) |

### 2012

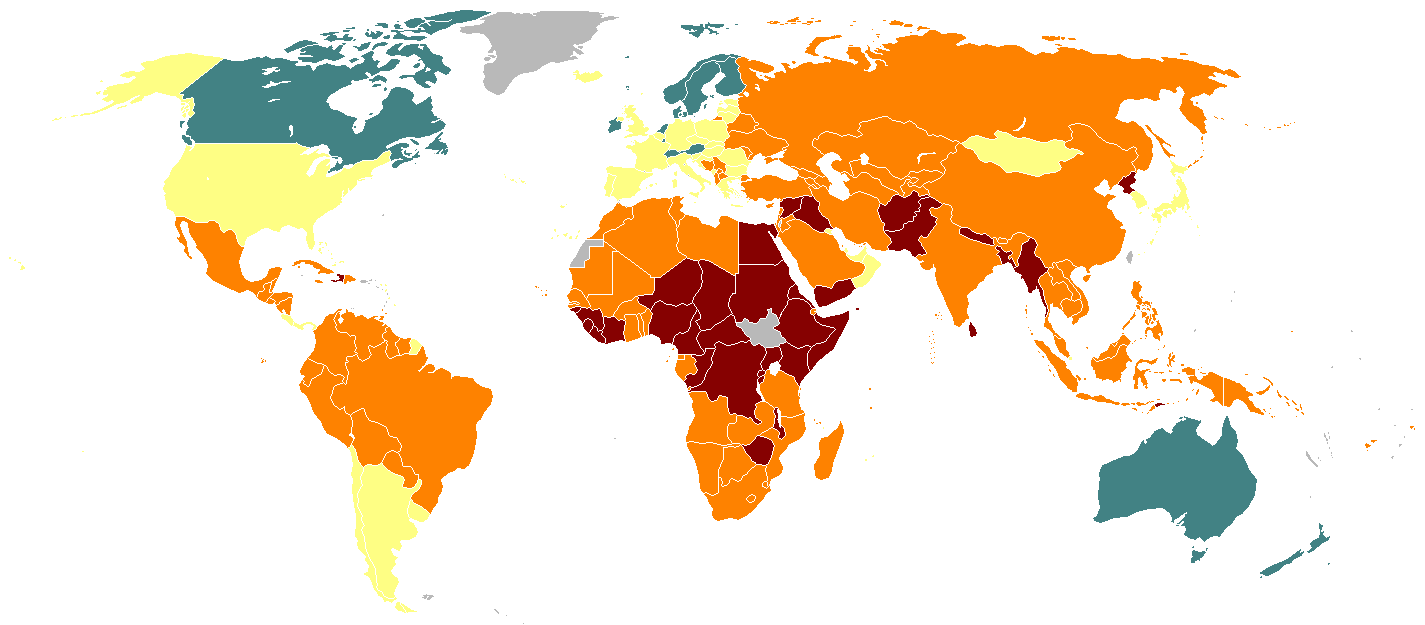
Estados fallidos acorde al «Índice de Estados Fallidos 2012» de Foreign Policy
En alerta
En peligro
Estable
Sustentable
No hay datos / Territorio dependiente

177 Estados fueron incluidos en la lista; de estos, 33 fueron catalogados como «en alerta», 92 «en peligro», 39 como «estable», 13 como «sustentable». Los peores 20 se nombran abajo. Los cambios en el ranking desde 2011 se indican entre paréntesis.
| 1. Somalia (0) 2. República Democrática del Congo (-2) 3. Sudán (0) 4. Chad (+2) 5. Zimbabue (-1) 6. Afganistán (-1) 7. Haití (+2) 8. Yemen (-5) 9. Irak (0) 10. República Centroafricana (+2) | 11. Costa de Marfil (+1) 12. Guinea (+1) 13. Pakistán (+1) 14. Nigeria (0) 15. Guinea-Bisáu (-3) 16. Kenia (0) 17. Etiopía (-3) 18. Burundi (+1) 19. Níger (+4) 20. Uganda (-1) |

### 2011

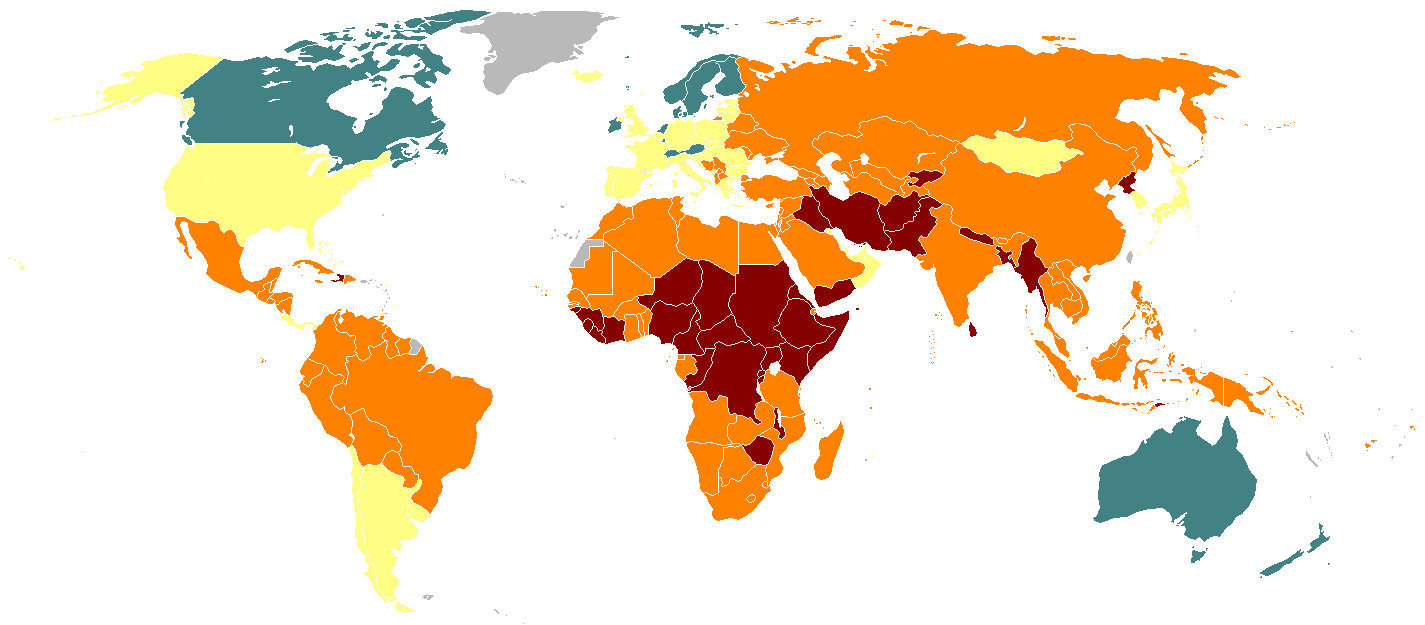
Estados fallidos acorde al «Índice de Estados Fallidos 2011» de Foreign Policy
En alerta
En peligro
Estable
Sustentable
No hay datos / Territorio dependiente

177 Estados fueron incluidos en la lista; de estos, 35 fueron catalogados como «en alerta», 88 «en peligro», 40 como «estable», 11 como «sustentable». Los peores 20 se nombran abajo. Los cambios en el ranking desde 2010 se indican entre paréntesis. Hubo un empate en el puesto 18 entre Birmania y Guinea+Bissau.
| 1. Somalia (0) 2. Chad (0) 3. Sudán (0) 4. República Democrática del Congo (-1) 5. Haití (-6) 6. Zimbabue (+2) 7. Afganistán (+1) 8. República Centroafricana (0) 9. Irak (+2) 10. Costa de Marfil (-2) | 11. Guinea (+2) 12. Pakistán (+2) 13. Yemen (-2) 14. Nigeria (0) 15. Níger (-5) 16. Kenia (+3) 17. Burundi (-6) 18. Guinea-Bisáu (-6) 19. Birmania (+2) 20. Etiopía (+3) |

### 2010

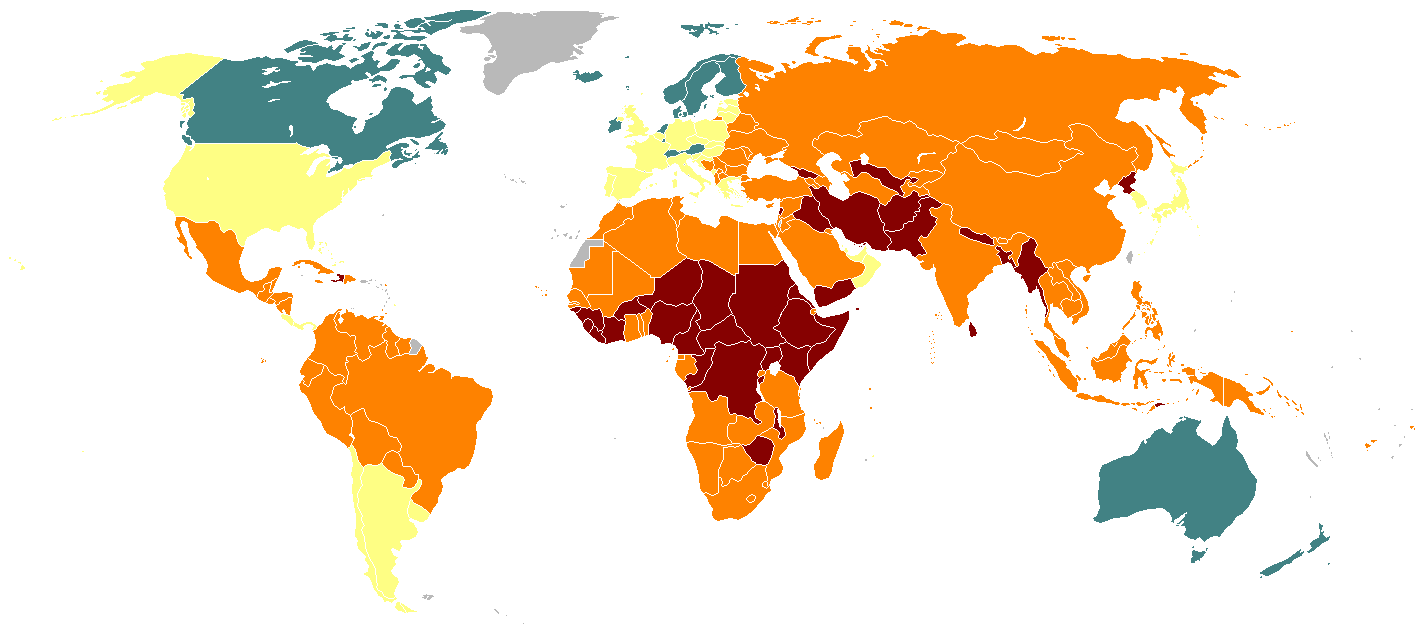
Estados fallidos acorde al «Índice de Estados Fallidos 2010» de Foreign Policy
En alerta
En peligro
Estable
Sustentable
No hay datos / Territorio dependiente

177 Estados fueron incluidos en la lista; de estos, 37 fueron catalogados como «en alerta», 92 «en peligro», 35 como «estable», 13 como «sustentable». Los peores 20 se nombran abajo. Los cambios en el ranking desde 2009 se indican entre paréntesis. Hubo un empate en el puesto 19 entre Corea del Norte y el Níger.
| 1. Somalia (0) 2. Chad (-2) 3. Sudán (0) 4. Zimbabue (+2) 5. República Democrática del Congo (0) 6. Afganistán (-1) 7. Irak (+1) 8. República Centroafricana (0) 9. Guinea (0) 10. Pakistán (0) | 11. Haití (-1) 12. Costa de Marfil (+1) 13. Kenia (-1) 14. Nigeria (-1) 15. Yemen (-4) 16. Birmania (+3) 17. Etiopía (+1) 18. Timor Oriental (-2) 19. Corea del Norte (+2) 20. Níger (-4) |

### 2009

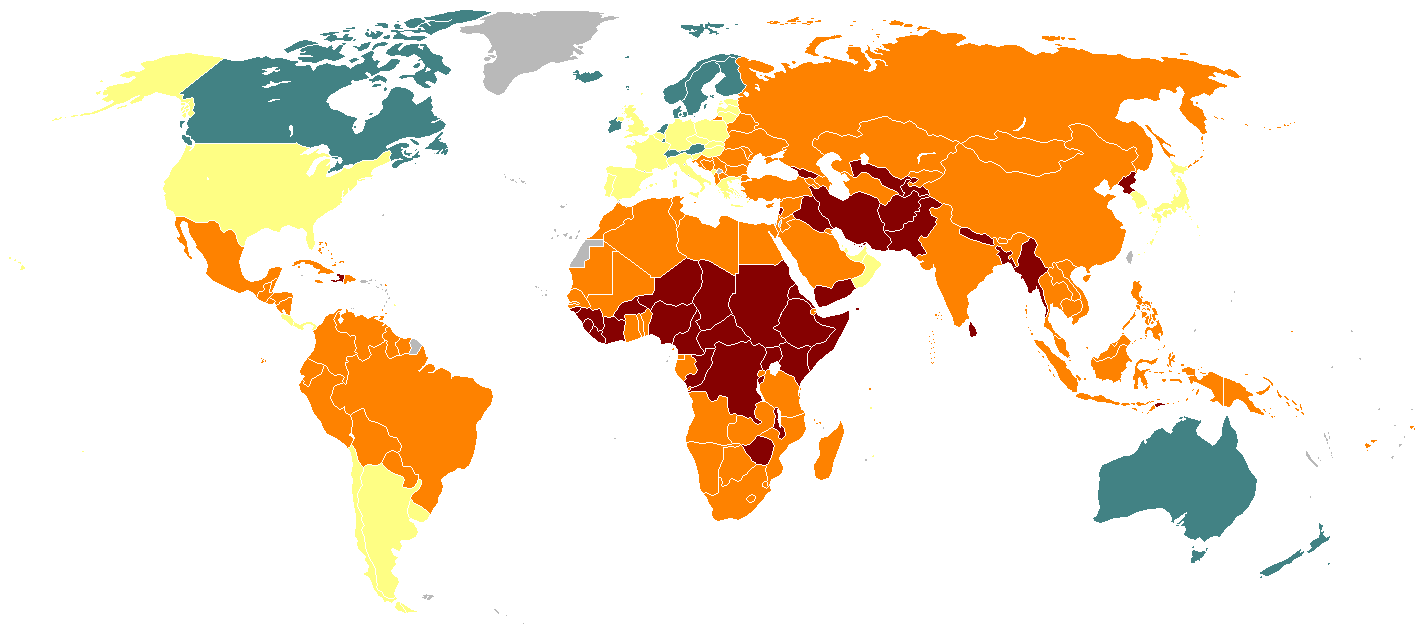
Estados fallidos acorde al «Índice de Estados Fallidos 2009» de Foreign Policy
En alerta
En peligro
Estable
Sustentable
No hay datos / Territorio dependiente

177 Estados fueron incluidos en la lista; de estos, 38 fueron catalogados como «en alerta», 93 «en peligro», 33 como «estable», 13 como «sustentable». Los peores 20 se nombran abajo. Los cambios en el ranking desde 2008 se indican entre paréntesis.
| 1. Somalia (0) 2. Zimbabue (-1) 3. Sudán (+1) 4. Chad (0) 5. República Democrática del Congo (-1) 6. Irak (+1) 7. Afganistán (0) 8. República Centroafricana (-2) 9. Guinea (-2) 10. Pakistán (+1) | 11. Costa de Marfil (+3) 12. Haití (-2) 13. Birmania (0) 14. Kenia (-12) 15. Nigeria (-3) 16. Etiopía (0) 17. Corea del Norte (+2) 18. Yemen (-3) 19. Bangladés (+7) 20. Timor Oriental (-5) |

### 2008

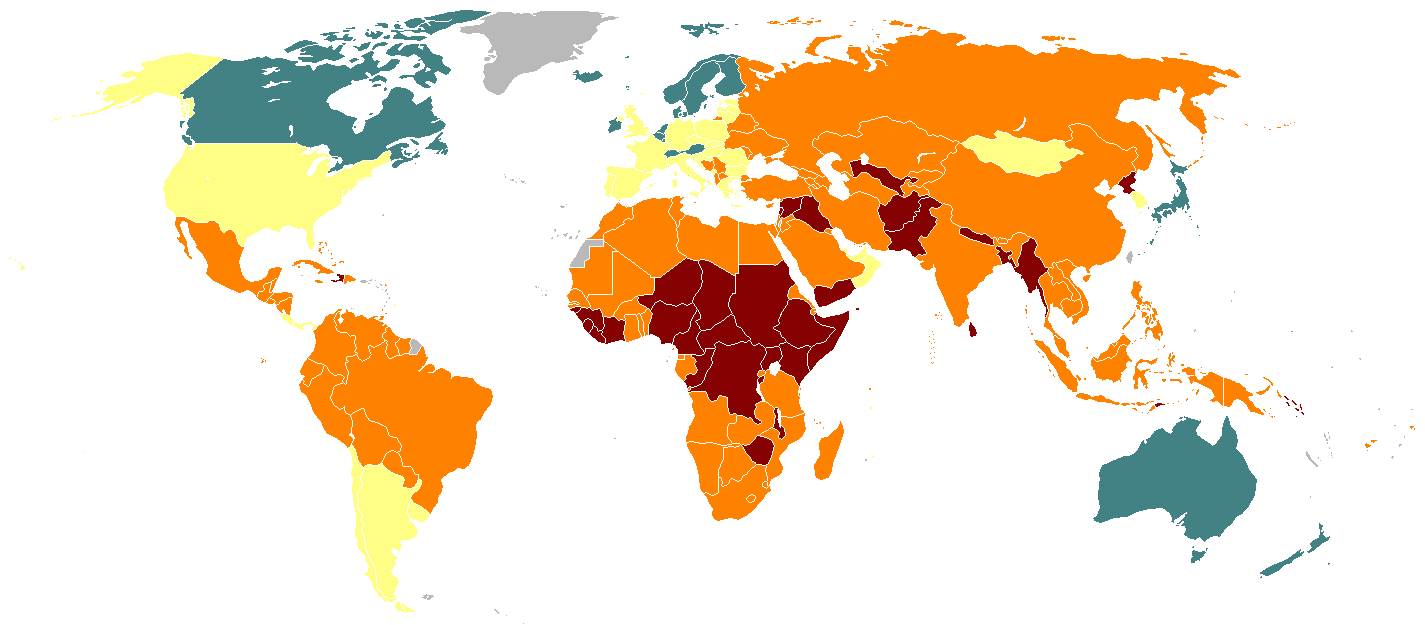
Estados fallidos acorde al «Índice de Estados Fallidos 2008» de Foreign Policy

177 Estados fueron incluidos en la lista; de estos, 35 fueron catalogados como «en alerta», 92 «en peligro», 35 como «estable», 15 como «sustentable». Los peores 20 se nombran abajo. Los cambios en el ranking desde 2007 se indican entre paréntesis.
| 1. Somalia (-2) 2. Sudán (+1) 3. Zimbabue (-1) 4. Chad (-1) 5. Irak (+3) 6. República Democrática del Congo (-1) 7. Afganistán (-1) 8. Costa de Marfil (+2) 9. Pakistán (-3) 10. República Centroafricana (0) | 11. Guinea (+2) 12. Bangladés (-4) 12. Birmania (-2) 14. Haití (+3) 15. Corea del Norte (+2) 16. Etiopía (-2) 16. Uganda (+1) 18. Líbano (-10) 18. Nigeria (+1) 20. Sri Lanka (-5) |

### 2007

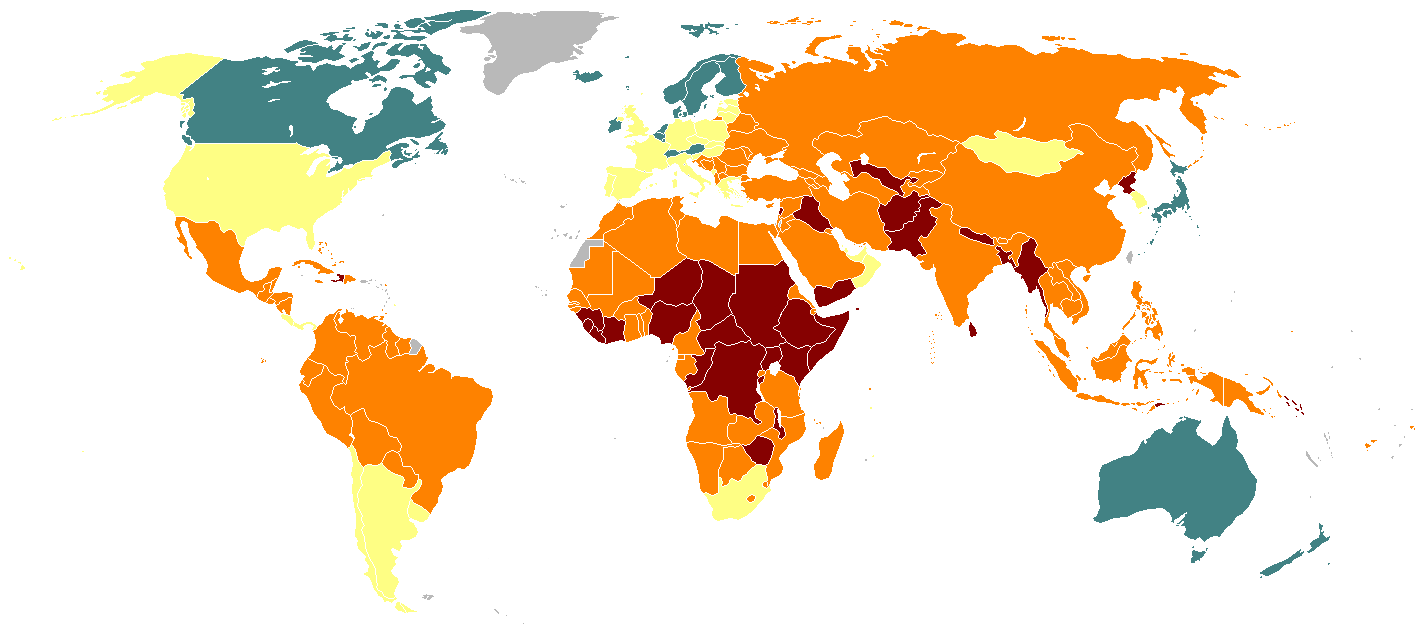
Estados fallidos acorde al «Índice de Estados Fallidos 2007» de Foreign Policy

177 Estados fueron incluidos en la lista; de estos, 32 fueron catalogados como «en alerta», 97 «en peligro», 33 como «estable», 15 como «sustentable». Los peores 20 se nombran abajo. Los cambios en el ranking desde 2006 se indican entre paréntesis.
| 1. Sudán (0) 2. Irak (-2) 3. Somalia (-4) 4. Zimbabue (-1) 5. Chad (-1) 6. Costa de Marfil (+3) 7. República Democrática del Congo (+5) 8. Afganistán (-2) 9. Guinea (-2) 10. República Centroafricana (-3) | 11. Haití (+3) 12. Pakistán (+3) 13. Corea del Norte (-1) 14. Birmania (-4) 15. Uganda (-6) 16. Bangladés (-3) 17. Nigeria (-5) 18. Etiopía (-8) 19. Burundi (+4) 20. Timor Oriental (N/A) |

### 2006

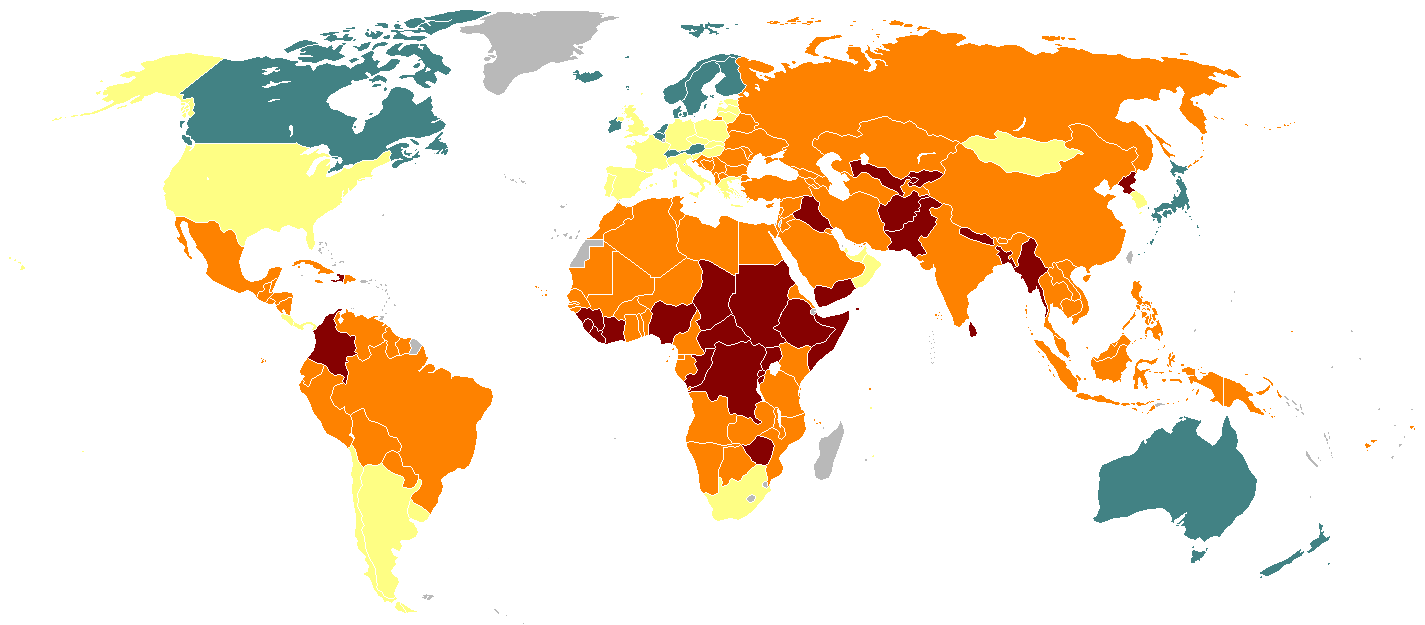
Estados fallidos acorde al «Índice de Estados Fallidos 2006» de Foreign Policy

146 Estados fueron incluidos en la lista; de estos, 28 fueron catalogados como «en alerta», 78 «en peligro», 27 como «estable», 13 como «sustentable». Los peores 20 se nombran abajo. Los cambios en el ranking desde 2005 se indican entre paréntesis.
| 1. Sudán (-2) 2. República Democrática del Congo (0) 3. Costa de Marfil (+2) 4. Irak (0) 5. Zimbabue (-10) 6. Chad (-1) 7. Somalia (+2) 8. Haití (-2) 9. Pakistán (-25) 10. Afganistán (-1) | 11. Guinea (-5) 12. Liberia (+3) 13. República Centroafricana (-7) 14. Corea del Norte (+1) 15. Burundi (-3) 16. Yemen (+8) 17. Sierra Leona (+11) 18. Birmania (-5) 19. Bangladés (+2) 20. Nepal (-15) |

### 2005

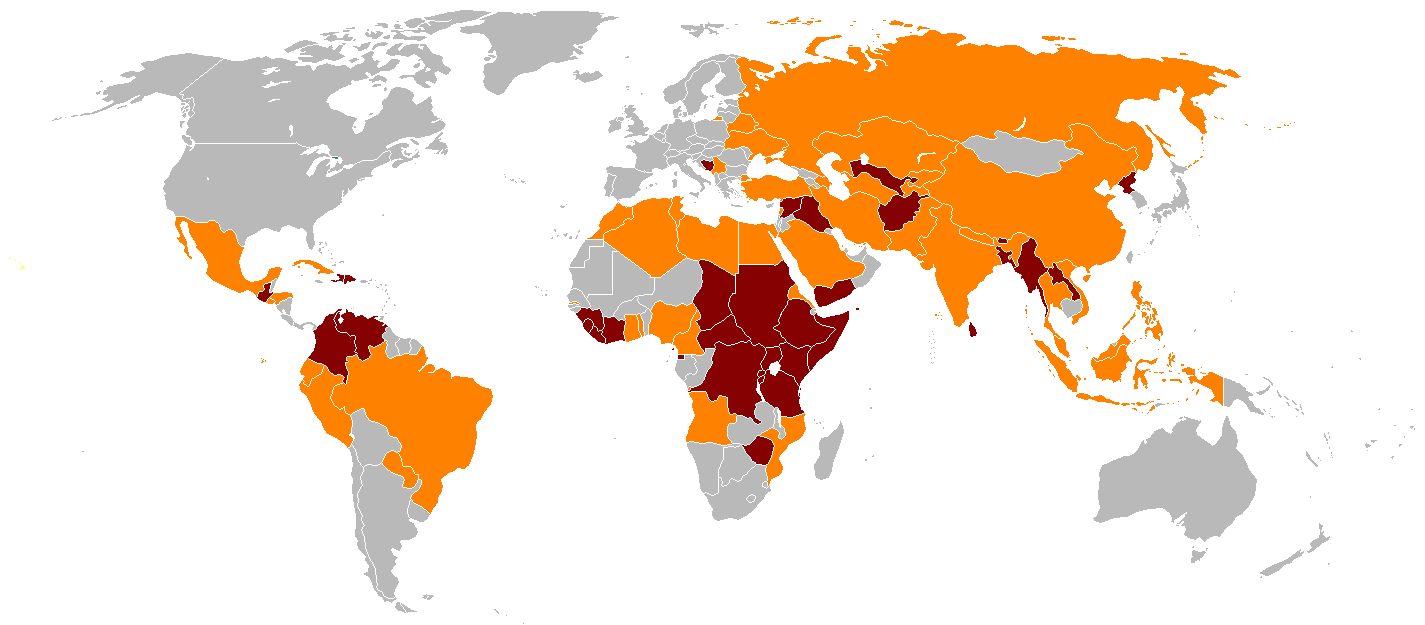
Estados fallidos acorde al «Índice de Estados Fallidos 2005» de Foreign Policy
En alerta
En peligro
Estable / Sustentable / Sin datos / Territorio dependiente

2005 fue el primer año que el Fondo por la Paz publicó la lista. Se analizaron 76 Estados, de los cuales 33 fueron clasificados como «en alerta» y 43 como «en peligro» (rankings mejores que «en peligro» no fueron establecidos en este año. Los peores 20 se nombran abajo.
| 1. Costa de Marfil 2. República Democrática del Congo 3. Sudán 4. Irak 5. Somalia 6. Sierra Leona 7. Chad 8. Yemen 9. Liberia 10. Haití | 11. Afganistán · 12. Ruanda · 13. Corea del Norte · 14. Colombia · 15. Zimbabue · 16. Guinea · 17. Bangladés · 18. Burundi · 19. República Dominicana · 20. República Centroafricana · |